# Leopold Ellerbeck
Leopold Ernst Ellerbeck (* 14. Januar 1872 in Bromberg; † 8. Mai 1945 in Berlin-Wilmersdorf)  war ein deutscher Bauingenieur.

## Leben
Ellerbeck war der Sohn eines Kreisgerichtsrats und studierte Bauingenieurwesen an der TH Hannover und der TH Berlin-Charlottenburg. 1899 legte er seine Baumeisterprüfung in Berlin ab und 1918 wurde er an der TH Berlin-Charlottenburg promoviert (Von der Schrumpfarbeit am Fachwerk). Er arbeitete in Münster, Kosel, Potsdam und als Bauleiter beim Neubau der Brücke über die Memel in Tilsit, war acht Jahre -ang Leiter der Wasserbauinspektion in Meppen. 1916 wurde er Regierungsrat und Baurat in Berlin und 1921 Ministerialrat im Reichsverkehrsministerium in der Abteilung Wasserstraßen. Dort war er für Brückenbau, statische Fragen und wissenschaftliche Fragen zu Bauwerkstoffen zuständig. In seiner Zeit entstand zum Beispiel das Schiffshebewerk Niederfinow (1934). 
Er war Mitglied der Degebo und des DIN (Deutscher Normenausschuss).
Von 1921 bis 1943 war er Vorsitzender des Deutschen Ausschusses für Eisenbeton (ab 1941 Deutscher Ausschuss für Stahlbeton, DAfStb), beginnend mit der Übernahme des Ausschusses in das Reichsverkehrsministerium 1921. Zum Jubiläum des DAfStb gab er 1944 das Jubiläumsheft (das 100. Heft) der Schriftenreihe des DAfStb mit Otto Graf heraus. Er starb im Mai 1945 an den Folgen einer Lungenentzündung, die er sich beim Aufenthalt in den Luftschutzräumen bei den Bombenangriffen und Kämpfen um Berlin zugezogen hatte.
1943 erhielt er die  Emil-Mörsch-Denkmünze.
Er war engagiert in der Verbreitung von Esperanto.

## Schriften
- Erläuterungen zu den Preußischen Hochbau-Belastungsvorschriften, Berlin: Ernst und Sohn, 1919, 2. Auflage 1921